# Saúl Laverni
Saúl Esteban Laverni (né à Rosario, le 21 janvier 1970) est un arbitre argentin de football.
Il officie depuis 2005 et il est international depuis 2007.

## Carrière
Il a officié dans une compétition majeure : 
- Recopa Sudamericana 2008 (finale retour)